# Cmentarz Tottenham

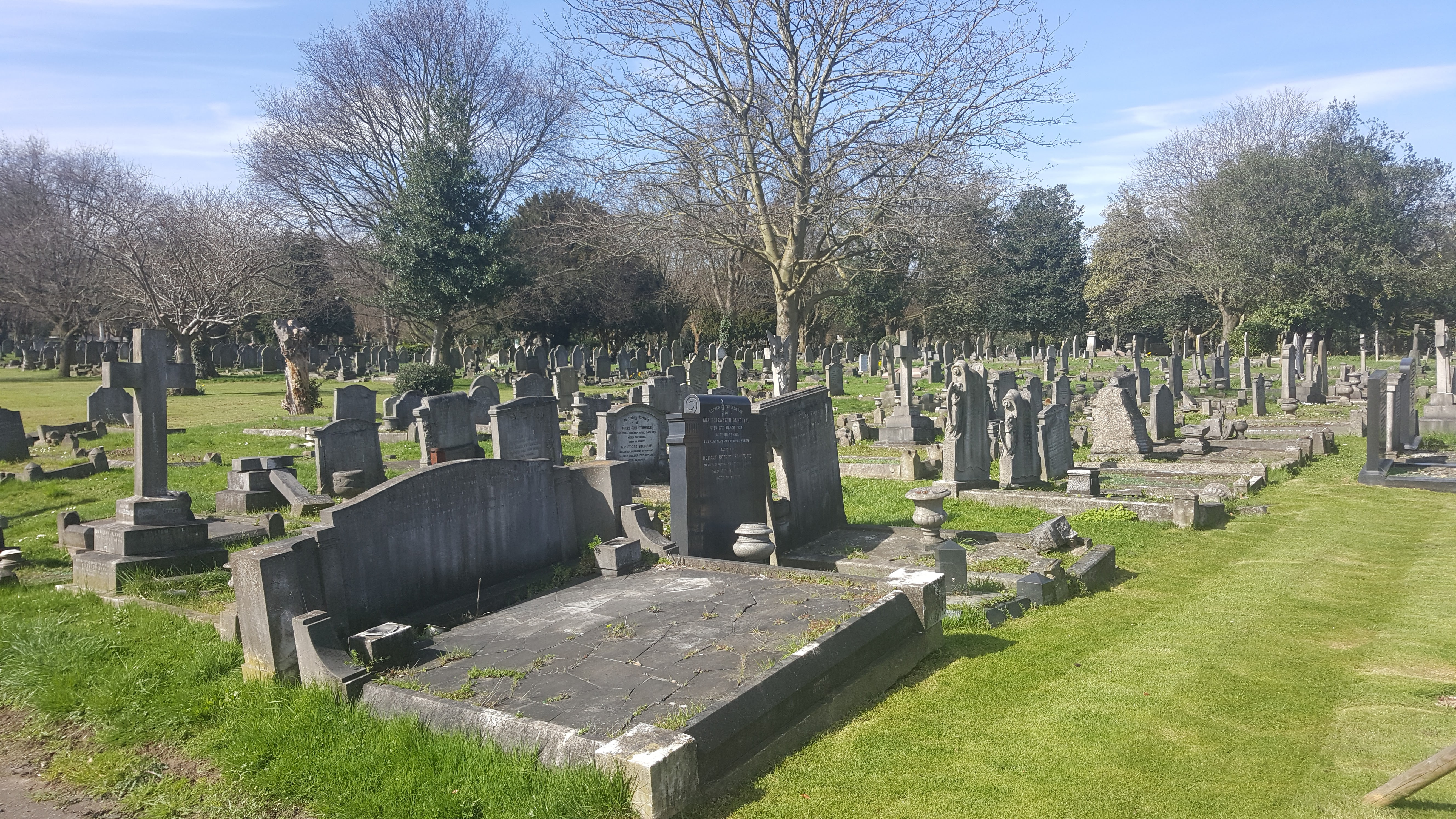
Jedna z kwater

Cmentarz Tottenham (ang. Tottenham Cemetery) – cmentarz zlokalizowany w Tottenham, w londyńskiej dzielnicy Haringey, w północnym Londynie.

## Historia
Obiekt o powierzchni pięciu akrów został zbudowany na osuszonym terenie i otwarty w 1858 przez Radę Pogrzebową w Tottenham, aby zastąpić cmentarz kościoła Wszystkich Świętych w Tottenham, który został zamknięty w 1857. W grudniu 1857 poświęcono teren dla pochówków anglikańskich. Dwa akry (nie poświęcone) przeznaczono na pochówki osób zmarłych spoza Kościoła Anglikańskiego. 
Na cmentarzu znajdują się dwie kaplice. Jedna została zbudowana dla nabożeństw anglikańskich, a druga dla innych wyznań. Budynki zostały zaprojektowane przez architekta George'a Pritchetta w stylu neogotyckim. W 1876 zbudowano chatę ogrodnika, a cmentarz rozbudowano na wschód. Cmentarz został ponownie przedłużony na wschód i południowy zachód w latach 1881-1887 oraz na północ po 1913. Znajduje się tu staw z dwiema wyspami obsadzony wiśniowymi drzewami, który tworzy centralny punkt Ogrodu Pokoju. Część południowo-zachodnią otwarto w 1883 i połączono ze wschodnią częścią tunelem o kamiennym wykończeniu pod ulicą. W 1922 zbudowano pomnik wojenny według projektu sir Reginalda Blomfielda.  

## Obiekty
Cennym zabytkiem jest grób architekta Williama Butterfielda (1814–1900), zaprojektowany przez niego samego. Na cmentarzu znajdują się groby wojenne Wspólnoty Narodów: bezimienne i 293 imienne z I wojny światowej, z których większość stoi po zachodniej stronie cmentarza. Większość z 212 grobów wojennych z II wojny światowej jest rozproszonych po całym terenie, ale trzydzieści z nich położonych jest na małej działce naprzeciwko kwatery z I wojny światowej. Osoby, których groby nie mogły być indywidualnie oznaczone, są wymienione na dodatkowych tablicach umieszczonych na specjalnej ścianie. 
Na cmentarzu rośnie wiele starych drzew, w tym cedr z XIX wieku, dąb, drzewa iglaste i cisy. W części południowo-zachodniej rosną m.in. lipy. Przez cmentarz przepływa potok Mozela. 

## Osoby pochowane
Na cmentarzu pochowani są m.in.:
- Robert Brett, chirurg,
- John Eliot Howard, chemik, który prowadził pionierskie prace nad rozwojem chininy,
- William Butterfield, architekt,
- Thomas Bidgood, dyrygent i kompozytor,
- Alfred Edward Durrant, żołnierz.

## Otoczenie
Z cmentarzem sąsiaduje Bruce Castle Park. Na wschód od nekropolii znajduje się stacja kolejowa White Hart Lane. 

## Galeria

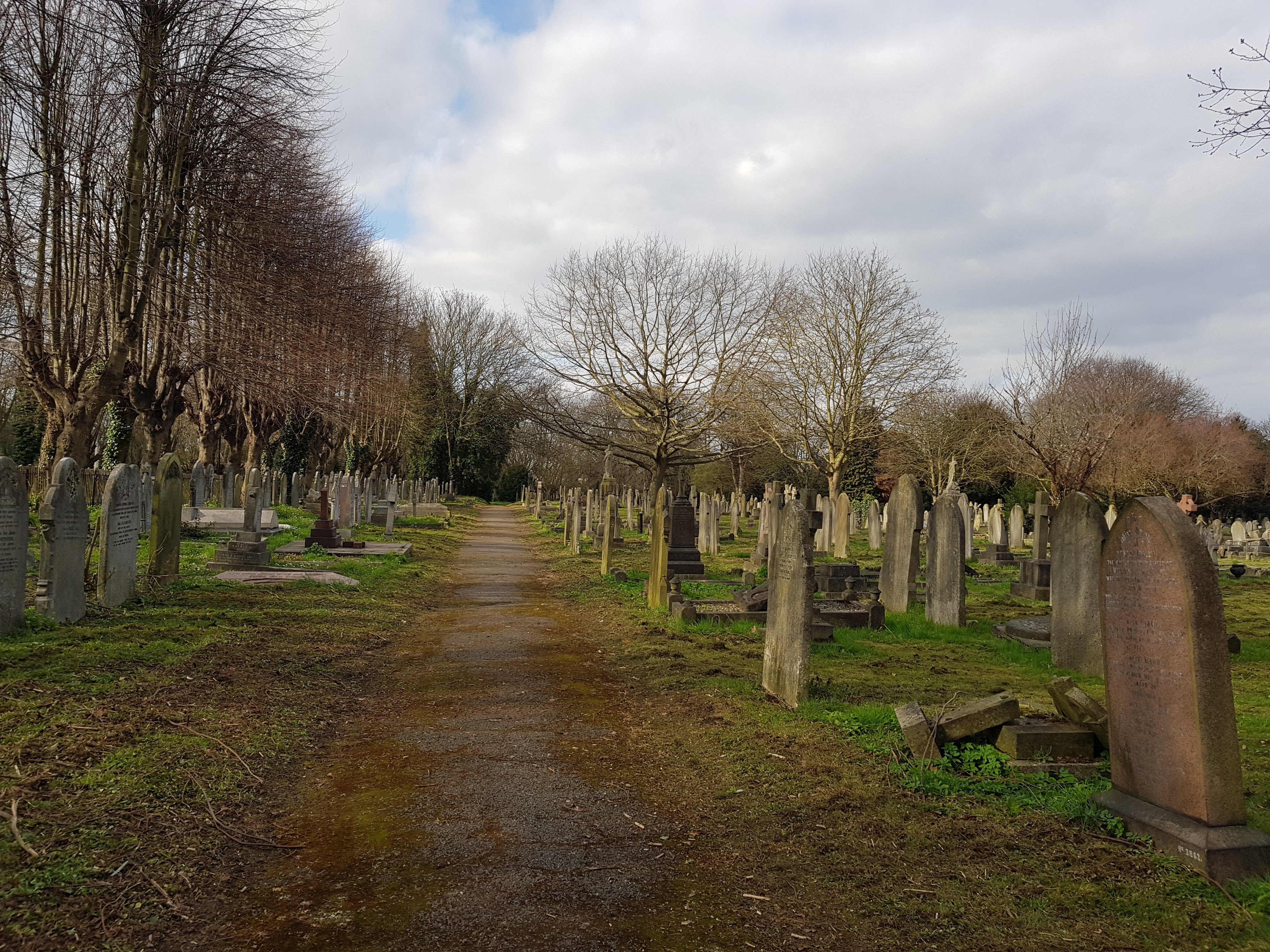
Fragment nekropolii
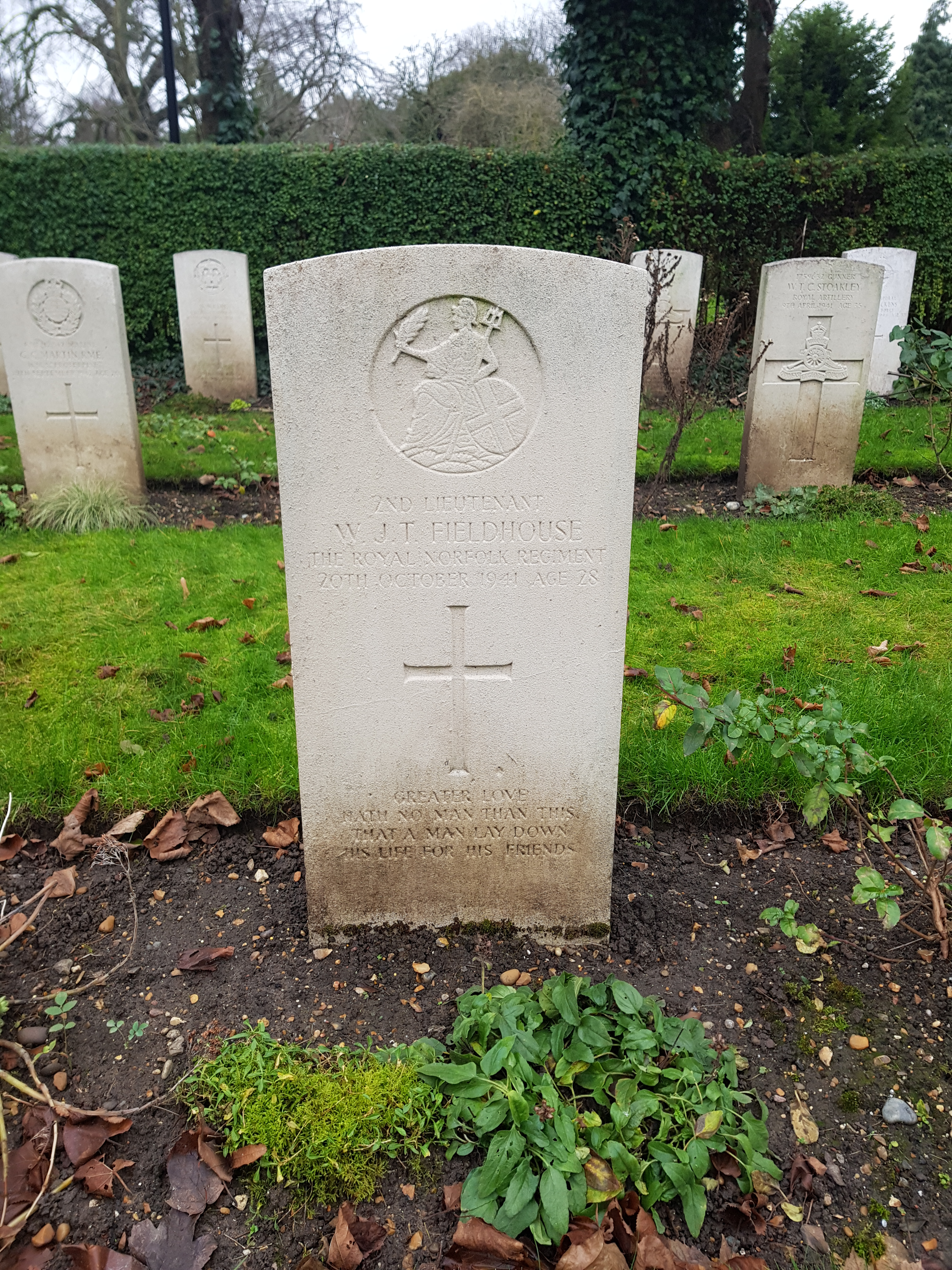
Kwatera wojenna
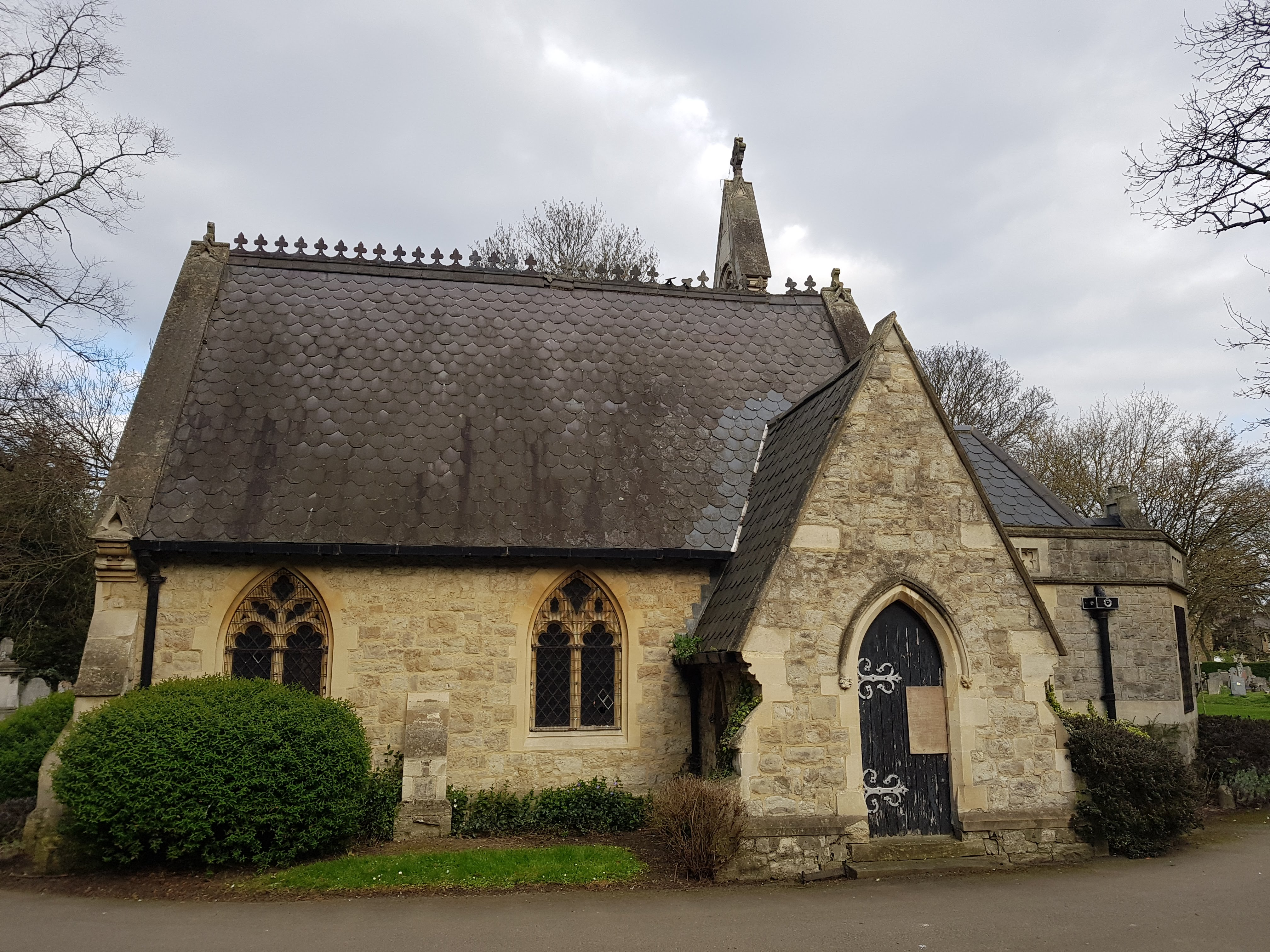
Jedna z kaplic cmentarnych